# NGC 2400
NGC 2400 é um sistema estelar triplo na direção da constelação de Canis Minor. O objeto foi descoberto pelo astrônomo George Bond em 1853, usando um telescópio refrator com abertura de 15 polegadas.